# Halowe Mistrzostwa Świata w Lekkoatletyce 2025 – siedmiobój mężczyzn
Siedmiobój mężczyzn – jedna z konkurencji rozgrywanych podczas halowych lekkoatletycznych mistrzostw świata w Nanjing’s Cube w Nankinie.
Tytułu mistrzowskiego z 2024 nie bronił Simon Ehammer.

## Terminarz
Źródło: worldathletics.org.
| Data     | Godzina |                                |
| -------- | ------- | ------------------------------ |
| 22 marca | 10:05   | Bieg na 60 metrów              |
| 22 marca | 10:45   | Skok w dal                     |
| 22 marca | 12:10   | Pchnięcie kulą                 |
| 22 marca | 18:37   | Skok wzwyż                     |
| 23 marca | 10:05   | Bieg na 60 metrów przez płotki |
| 23 marca | 11:10   | Skok o tyczce                  |
| 23 marca | 20:02   | Bieg na 1000 metrów            |

## Rekordy
W poniższej tabeli przedstawiono (według stanu przed rozpoczęciem mistrzostw) rekord świata, rekord halowych mistrzostw świata, rekordy kontynentów oraz najlepszy wynik na listach światowych w 2025.
|                                   | Zawodnik           | Wynik     | Miejsce      | Data                | Źródło |
| --------------------------------- | ------------------ | --------- | ------------ | ------------------- | ------ |
| Rekord świata                     | Ashton Eaton       | 6645 pkt. | Stambuł      | 10 marca 2012(dts)  | [ 2 ]  |
| Rekord halowych mistrzostw świata | Ashton Eaton       | 6645 pkt. | Stambuł      | 10 marca 2012(dts)  | [ 2 ]  |
| Rekord Afryki                     | Larbi Bouraada     | 5911 pkt. | Paryż        | 28 lutego 2010(dts) | [ 2 ]  |
| Rekord Ameryki Południowej        | Gonzalo Barroilhet | 5951 pkt. | Fayetteville | 15 marca 2008(dts)  | [ 3 ]  |
| Rekord Ameryki Południowej        | Carlos Chinin      | 5951 pkt. | Tallinn      | 8 lutego 2014(dts)  | [ 3 ]  |
| Rekord Ameryki Północnej          | Ashton Eaton       | 6645 pkt. | Stambuł      | 10 marca 2012(dts)  | [ 2 ]  |
| Rekord Australii i Oceanii        | Ashley Moloney     | 6344 pkt. | Belgrad      | 19 marca 2022(dts)  | [ 2 ]  |
| Rekord Azji                       | Dmitrij Karpow     | 6229 pkt. | Tallinn      | 16 lutego 2008(dts) | [ 2 ]  |
| Rekord Europy                     | Sander Skotheim    | 6558 pkt. | Apeldoorn    | 8 marca 2025(dts)   | [ 2 ]  |
| Listy światowe                    | Sander Skotheim    | 6558 pkt. | Apeldoorn    | 8 marca 2025(dts)   | [ 2 ]  |

## Listy światowe
Poniższa tabela przedstawia 10 najlepszych wyników na świecie uzyskanych w sezonie 2025 przed rozpoczęciem mistrzostw.
Źródło: worldathletics.org.
| Poz. | Zawodnik          | Reprezentacja     | Wynik     | Data                | Miejsce         |
| ---- | ----------------- | ----------------- | --------- | ------------------- | --------------- |
| 1.   | Sander Skotheim   | Norwegia          | 6558 pkt. | 8 marca(dts) br     | Apeldoorn       |
| 2.   | Simon Ehammer     | Szwajcaria        | 6506 pkt. | 8 marca(dts) br     | Apeldoorn       |
| 3.   | Till Steinforth   | Niemcy            | 6388 pkt. | 8 marca(dts) br     | Apeldoorn       |
| 4.   | Johannes Erm      | Estonia           | 6380 pkt. | 8 marca(dts) br     | Apeldoorn       |
| 5.   | Jente Hauttekeete | Belgia            | 6259 pkt. | 8 marca(dts) br     | Apeldoorn       |
| 6.   | Luc Brewin        | Francja           | 6199 pkt. | 26 stycznia(dts) br | Aubière         |
| 7.   | Stiepan Kiekin    | Rosja             | 6168 pkt. | 16 lutego(dts) br   | Petersburg      |
| 8.   | Vilém Stráský     | Czechy            | 6162 pkt. | 8 marca(dts) br     | Apeldoorn       |
| 9.   | Kyle Garland      | Stany Zjednoczone | 6139 pkt. | 23 lutego(dts) br   | Nowy Jork       |
| 10.  | Peyton Bair       | Stany Zjednoczone | 6104 pkt. | 8 lutego(dts) br    | College Station |

Pogrubioną czcionką oznaczono zawodników, którzy wzięli udział w mistrzostwach.

## Wyniki

### Bieg na 60 metrów
Źródło: worldathletics.org.
| Pozycja | Bieg | Zawodnik               | Reprezentacja     | Czas        | Punkty | Uwagi |
| ------- | ---- | ---------------------- | ----------------- | ----------- | ------ | ----- |
| 1.      | 2    | Till Steinforth        | Niemcy            | 6,82        | 947    |       |
| 2.      | 1    | Harrison Williams      | Stany Zjednoczone | 6,90        | 918    | PB    |
| 3.      | 2    | Johannes Erm           | Estonia           | 6,94 (,936) | 904    | SB    |
| 4.      | 1    | José Fernando Ferreira | Brazylia          | 6,94 (,937) | 904    | SB    |
| 5.      | 2    | Vilém Stráský          | Czechy            | 6,95        | 900    |       |
| 6.      | 2    | Pedro de Oliveira      | Brazylia          | 6,96        | 897    |       |
| 7.      | 2    | Sander Skotheim        | Norwegia          | 6,97        | 893    |       |
| 8.      | 2    | Zsombor Gálpál         | Węgry             | 7,01        | 879    |       |
| 9.      | 1    | Heath Baldwin          | Stany Zjednoczone | 7,04 (,036) | 868    | SB    |
| 10.     | 1    | Yuma Maruyama          | Japonia           | 7,04 (,037) | 868    | PB    |
| 11.     | 1    | Risto Lillemets        | Estonia           | 7,06        | 861    |       |
| 12.     | 1    | Tim Nowak              | Niemcy            | 7,25        | 796    |       |

### Skok w dal
Źródło: worldathletics.org.
| Pozycja | Zawodnik               | Reprezentacja     | Runda | Runda | Runda | Wynik | Punkty | Uwagi | Razem po 2/7 |
| Pozycja | Zawodnik               | Reprezentacja     | 1     | 2     | 3     | Wynik | Punkty | Uwagi | Razem po 2/7 |
| ------- | ---------------------- | ----------------- | ----- | ----- | ----- | ----- | ------ | ----- | ------------ |
| 1.      | Sander Skotheim        | Norwegia          | x     | 8,00  | 7,65  | 8,00  | 1061   |       | 1954         |
| 2.      | Johannes Erm           | Estonia           | 7,60  | 7,77  | 7,58  | 7,77  | 1002   | SB    | 1906         |
| 3.      | Till Steinforth        | Niemcy            | 7,41  | 7,61  | 7,59  | 7,61  | 962    |       | 1909         |
| 4.      | José Fernando Ferreira | Brazylia          | 7,06  | 7,34  | 7,00  | 7,34  | 896    |       | 1800         |
| 5.      | Pedro de Oliveira      | Brazylia          | 6,86  | 7,20  | 7,15  | 7,20  | 862    |       | 1759         |
| 6.      | Tim Nowak              | Niemcy            | 6,92  | 7,20  | 7,00  | 7,20  | 862    | SB    | 1658         |
| 7.      | Heath Baldwin          | Stany Zjednoczone | 7,19  | x     | 7,00  | 7,19  | 859    |       | 1727         |
| 8.      | Vilém Stráský          | Czechy            | 7,03  | x     | 7,10  | 7,10  | 838    |       | 1738         |
| 9.      | Harrison Williams      | Stany Zjednoczone | 7,10  | x     | 6,80  | 7,10  | 838    | SB    | 1756         |
| 10.     | Yuma Maruyama          | Japonia           | 6,90  | x     | 6,93  | 6,93  | 797    |       | 1665         |
| 11.     | Risto Lillemets        | Estonia           | x     | 6,86  | x     | 6,86  | 781    | SB    | 1642         |
| 12.     | Zsombor Gálpál         | Węgry             | 6,62  | 6,49  | 6,62  | 6,62  | 725    |       | 1604         |

### Pchnięcie kulą
Źródło: worldathletics.org.
| Pozycja | Zawodnik               | Reprezentacja     | Runda | Runda | Runda | Wynik | Punkty | Uwagi | Razem po 3/7 |
| Pozycja | Zawodnik               | Reprezentacja     | 1     | 2     | 3     | Wynik | Punkty | Uwagi | Razem po 3/7 |
| ------- | ---------------------- | ----------------- | ----- | ----- | ----- | ----- | ------ | ----- | ------------ |
| 1.      | Heath Baldwin          | Stany Zjednoczone | 15,59 | 15,37 | 16,00 | 16,00 | 851    | SB    | 2578         |
| 2.      | Zsombor Gálpál         | Węgry             | 15,63 | 14,28 | 15,27 | 15,63 | 828    |       | 2432         |
| 3.      | Harrison Williams      | Stany Zjednoczone | 14,50 | 14,96 | 15,49 | 15,49 | 820    | SB    | 2576         |
| 4.      | Johannes Erm           | Estonia           | 14,99 | x     | 15,27 | 15,27 | 806    |       | 2712         |
| 5.      | Tim Nowak              | Niemcy            | 14,73 | 14,27 | 14,50 | 14,73 | 773    |       | 2431         |
| 6.      | Vilém Stráský          | Czechy            | 14,50 | 14,47 | 14,71 | 14,71 | 772    | SB    | 2510         |
| 7.      | Sander Skotheim        | Norwegia          | 14,68 | 14,41 | 14,57 | 14,68 | 770    |       | 2724         |
| 8.      | Risto Lillemets        | Estonia           | x     | 14,64 | 14,34 | 14,64 | 768    |       | 2410         |
| 9.      | José Fernando Ferreira | Brazylia          | 13,60 | 14,50 | 14,21 | 14,50 | 759    |       | 2559         |
| 10.     | Till Steinforth        | Niemcy            | 12,83 | 14,36 | 14,14 | 14,36 | 750    |       | 2659         |
| 11.     | Yuma Maruyama          | Japonia           | 13,80 | x     | 14,17 | 14,17 | 739    | SB    | 2404         |
| 12.     | Pedro de Oliveira      | Brazylia          | 12,56 | 13,19 | 13,61 | 13,61 | 704    |       | 2463         |

### Skok wzwyż
Źródło: worldathletics.org.
| Pozycja | Zawodnik               | Państwo           | 1,77 | 1,80 | 1,83 | 1,86 | 1,89 | 1,92 | 1,95 | 1,98 | 2,01 | 2,04 | 2,07 | 2,10 | 2,13 | 2,16 | Wynik | Punkty | Uwagi | Razem po 4/7 |
| ------- | ---------------------- | ----------------- | ---- | ---- | ---- | ---- | ---- | ---- | ---- | ---- | ---- | ---- | ---- | ---- | ---- | ---- | ----- | ------ | ----- | ------------ |
| 1.      | Sander Skotheim        | Norwegia          | –    | –    | –    | –    | –    | –    | –    | o    | –    | xo   | o    | xxx  | o    | xxx  | 2,13  | 925    |       | 3649         |
| 2.      | Heath Baldwin          | Stany Zjednoczone | –    | –    | –    | –    | –    | –    | o    | –    | o    | o    | o    | xo   | xo   | xxx  | 2,13  | 925    | SB    | 3503         |
| 3.      | Till Steinforth        | Niemcy            | –    | –    | –    | –    | o    | o    | o    | o    | xxo  | xxx  |      |      |      |      | 2,01  | 813    | SB    | 3472         |
| 4.      | Johannes Erm           | Estonia           | –    | –    | –    | o    | –    | o    | o    | xo   | xxx  |      |      |      |      |      | 1,98  | 785    |       | 3497         |
| 5.      | Risto Lillemets        | Estonia           | –    | –    | –    | –    | o    | o    | o    | xxx  |      |      |      |      |      |      | 1,95  | 758    |       | 3168         |
| 6.      | Vilém Stráský          | Czechy            | –    | –    | –    | xo   | o    | xo   | o    | xxx  |      |      |      |      |      |      | 1,95  | 758    |       | 3268         |
| 7.      | Tim Nowak              | Niemcy            | –    | –    | –    | –    | –    | xo   | xxo  | xxx  |      |      |      |      |      |      | 1,95  | 758    |       | 3558         |
| 8.      | Yuma Maruyama          | Japonia           | –    | –    | –    | o    | o    | xo   | xxx  |      |      |      |      |      |      |      | 1,92  | 731    |       | 3135         |
| 9.      | José Fernando Ferreira | Brazylia          | –    | o    | –    | o    | xo   | xo   | xxx  |      |      |      |      |      |      |      | 1,92  | 731    |       | 3290         |
| 10.     | Harrison Williams      | Stany Zjednoczone | –    | –    | –    | xo   | xxo  | xxo  | xr   |      |      |      |      |      |      |      | 1,92  | 731    | SB    | 3307         |
| 11.     | Pedro de Oliveira      | Brazylia          | –    | o    | –    | xxo  | xxo  | xxx  |      |      |      |      |      |      |      |      | 1,89  | 705    | SB    | 3168         |
| 12.     | Zsombor Gálpál         | Węgry             | o    | xo   | xo   | xxo  | xxx  |      |      |      |      |      |      |      |      |      | 1,86  | 679    |       | 3111         |

### Bieg na 60 metrów przez płotki
Źródło: worldathletics.org.
| Pozycja | Bieg | Zawodnik               | Reprezentacja     | Czas        | Punkty | Uwagi | Razem po 5/7 |
| ------- | ---- | ---------------------- | ----------------- | ----------- | ------ | ----- | ------------ |
| 1.      | 2    | Till Steinforth        | Niemcy            | 7,85        | 1020   | PB    | 4492         |
| 2.      | 2    | Vilém Stráský          | Czechy            | 7,87        | 1015   | PB    | 4283         |
| 3.      | 2    | Johannes Erm           | Estonia           | 7,91        | 1005   | =     | 4502         |
| 4.      | 2    | Sander Skotheim        | Norwegia          | 7,93 (,928) | 999    | =     | 4648         |
| 5.      | 2    | Yuta Maruyama          | Japonia           | 7,93 (,929) | 999    |       | 4134         |
| 6.      | 2    | José Fernando Ferreira | Brazylia          | 7,96        | 992    |       | 4282         |
| 7.      | 1    | Heath Baldwin          | Stany Zjednoczone | 7,99        | 984    | SB    | 4487         |
| 8.      | 1    | Pedro de Oliveira      | Brazylia          | 8,04        | 972    | PB    | 4140         |
| 9.      | 1    | Zsombor Gálpál         | Węgry             | 8,19        | 935    |       | 4046         |
| 10.     | 1    | Risto Lillemets        | Estonia           | 8,23        | 925    |       | 4093         |
| 11.     | 1    | Tim Nowak              | Niemcy            | 8,24        | 922    |       | 4111         |
| 12.     | 1    | Harrison Williams      | Stany Zjednoczone | 8,50        | 860    | SB    | 4167         |

### Skok o tyczce
Źródło: worldathletics.org.
| Pozycja | Zawodnik               | Państwo           | 3,70 | 3,80 | 3,90 | 4,00 | 4,10 | 4,20 | 4,30 | 4,40 | 4,50 | 4,60 | 4,70 | 4,80 | 4,90 | 5,00 | 5,10 | 5,20 | 5,30 | 5,40 | 5,50 | Wynik | Punkty | Uwagi | Razem po 6/7 |
| ------- | ---------------------- | ----------------- | ---- | ---- | ---- | ---- | ---- | ---- | ---- | ---- | ---- | ---- | ---- | ---- | ---- | ---- | ---- | ---- | ---- | ---- | ---- | ----- | ------ | ----- | ------------ |
| 1       | Johannes Erm           | Estonia           | –    | –    | –    | –    | –    | –    | –    | –    | –    | –    | –    | xo   | o    | o    | o    | xo   | xxo  | –    | xxx  | 5,30  | 1004   | =     | 5506         |
| 2       | Till Steinforth        | Niemcy            | –    | –    | –    | –    | –    | –    | –    | –    | –    | –    | –    | o    | o    | xo   | o    | o    | xxx  |      |      | 5,20  | 972    | SB    | 5464         |
| 3       | José Fernando Ferreira | Brazylia          | –    | –    | –    | –    | –    | –    | –    | –    | o    | –    | xxo  | –    | o    | xxo  | o    | xo   | xxx  |      |      | 5,20  | 972    | PB    | 5254         |
| 4       | Vilém Stráský          | Czechy            | –    | –    | –    | –    | –    | –    | –    | o    | –    | o    | o    | xo   | xo   | o    | xxx  |      |      |      |      | 5,00  | 910    | PB    | 5193         |
| 5       | Tim Nowak              | Niemcy            | –    | –    | –    | –    | –    | –    | –    | –    | –    | –    | o    | o    | o    | xxo  | xxx  |      |      |      |      | 5,00  | 910    |       | 5021         |
| 6       | Sander Skotheim        | Norwegia          | –    | –    | –    | –    | –    | –    | –    | –    | –    | xo   | o    | o    | o    | xxo  | xxx  |      |      |      |      | 5,00  | 910    |       | 5558         |
| 7       | Risto Lillemets        | Estonia           | –    | –    | –    | –    | –    | –    | –    | –    | –    | –    | xo   | xo   | o    | xxx  |      |      |      |      |      | 4,90  | 880    |       | 4973         |
| 8       | Heath Baldwin          | Stany Zjednoczone | –    | –    | –    | –    | –    | –    | xo   | o    | o    | –    | o    | xo   | xxx  |      |      |      |      |      |      | 4,80  | 849    |       | 5336         |
| 9       | Yuma Maruyama          | Japonia           | –    | –    | –    | –    | –    | –    | –    | –    | xo   | o    | o    | xxo  | xxx  |      |      |      |      |      |      | 4,80  | 849    |       | 4983         |
| 10      | Zsombor Gálpál         | Węgry             | –    | –    | –    | –    | –    | o    | xxx  |      |      |      |      |      |      |      |      |      |      |      |      | 4,20  | 673    |       | 4719         |
| 11      | Pedro de Oliveira      | Brazylia          | o    | –    | xxx  |      |      |      |      |      |      |      |      |      |      |      |      |      |      |      |      | 3,70  | 535    |       | 4675         |
|         | Harrison Williams      | Stany Zjednoczone | –    | –    | –    | –    | –    | –    | –    | –    | –    | –    | –    | –    | r    |      |      |      |      |      |      | NM    | 0      |       | 4167         |

### Bieg na 1000 metrów
Źródło: worldathletics.org.
| Pozycja | Zawodnik               | Reprezentacja     | Czas    | Punkty | Uwagi | Razem po 7/7 |
| ------- | ---------------------- | ----------------- | ------- | ------ | ----- | ------------ |
| 1.      | Johannes Erm           | Estonia           | 2:34,91 | 931    |       | 6437         |
| 2.      | Sander Skotheim        | Norwegia          | 2:36,08 | 917    |       | 6475         |
| 3.      | Tim Nowak              | Niemcy            | 2:36,36 | 914    |       | 5935         |
| 4.      | Vilém Stráský          | Czechy            | 2:36,65 | 911    |       | 6104         |
| 5.      | Risto Lillemets        | Estonia           | 2:38,23 | 893    |       | 5866         |
| 6.      | Heath Baldwin          | Stany Zjednoczone | 2:41,95 | 852    | PB    | 6188         |
| 7.      | Pedro de Oliveira      | Brazylia          | 2:44,04 | 829    | PB    | 5504         |
| 8.      | Zsombor Gálpál         | Węgry             | 2:44,09 | 829    | PB    | 5548         |
| 9.      | Yuma Maruyama          | Japonia           | 2:44,54 | 824    | PB    | 5807         |
| 10.     | Till Steinforth        | Niemcy            | 2:45,69 | 811    |       | 6275         |
| 11.     | José Fernando Ferreira | Brazylia          | 2:50,93 | 756    | PB    | 6010         |

### Klasyfikacja końcowa
Źródło: worldathletics.org.
| Pozycja | Zawodnik               | Reprezentacja     | Punkty | Uwagi | 60       | LJ        | SP        | HJ       | 60H       | PV        | 1000        |
| ------- | ---------------------- | ----------------- | ------ | ----- | -------- | --------- | --------- | -------- | --------- | --------- | ----------- |
| 01 !    | Sander Skotheim        | Norwegia          | 6475   |       | 893 6,97 | 1061 8,00 | 770 14,68 | 925 2,13 | 999 7,93  | 910 5,00  | 917 2:36,08 |
| 02 !    | Johannes Erm           | Estonia           | 6437   | NR    | 904 6,94 | 1002 7,77 | 806 15,27 | 785 1,98 | 1005 7,91 | 1004 5,30 | 931 2:34,91 |
| 03 !    | Till Steinforth        | Niemcy            | 6275   |       | 947 6,82 | 962 7,61  | 750 14,36 | 813 2,01 | 1020 7,85 | 972 5,20  | 811 2:45,69 |
| 4.      | Heath Baldwin          | Stany Zjednoczone | 6188   | SB    | 868 7,04 | 859 7,19  | 851 16,00 | 925 2,13 | 984 7,99  | 849 4,80  | 852 2:41,95 |
| 5.      | Vilém Stráský          | Czechy            | 6104   |       | 900 6,95 | 838 7,10  | 772 14,71 | 758 1,95 | 1015 7,87 | 910 5,00  | 911 2:36,65 |
| 6.      | José Fernando Ferreira | Brazylia          | 6010   | AR    | 904 6,94 | 896 7,34  | 759 14,50 | 731 1,92 | 992 7,96  | 972 5,20  | 756 2:50,93 |
| 7.      | Tim Nowak              | Niemcy            | 5935   | SB    | 796 7,25 | 862 7,20  | 773 14,73 | 758 1,95 | 922 8,24  | 910 5,00  | 910 2:36,36 |
| 8.      | Risto Lillemets        | Estonia           | 5866   |       | 861 7,06 | 781 6,86  | 768 14,64 | 758 1,95 | 925 8,23  | 880 4,90  | 893 2:38,23 |
| 9.      | Yuma Maruyana          | Japonia           | 5807   |       | 868 7,04 | 797 6,93  | 739 14,17 | 731 1,92 | 999 7,93  | 849 4,80  | 824 2:44,54 |
| 10.     | Zsombor Gálpál         | Węgry             | 5548   | PB    | 879 7,01 | 725 6,62  | 828 15,63 | 679 1,86 | 935 8,19  | 673 4,20  | 829 2:44,09 |
| 11.     | Pedro de Oliveira      | Brazylia          | 5504   |       | 897 6,96 | 862 7,20  | 704 13,61 | 705 1,89 | 972 8,04  | 535 3,70  | 829 2:44,04 |
| 12 !    | Harrison Williams      | Stany Zjednoczone | DNF    |       | 918 6,90 | 838 7,10  | 820 15,49 | 731 1,92 | 860 8,50  | 0 NM      | DNS         |